# Tornado (1866)
La corbeta Tornado fue un buque de la Armada española de fines del siglo xix y principios del siglo XX que participó en la guerra de los Diez Años.

## Construcción

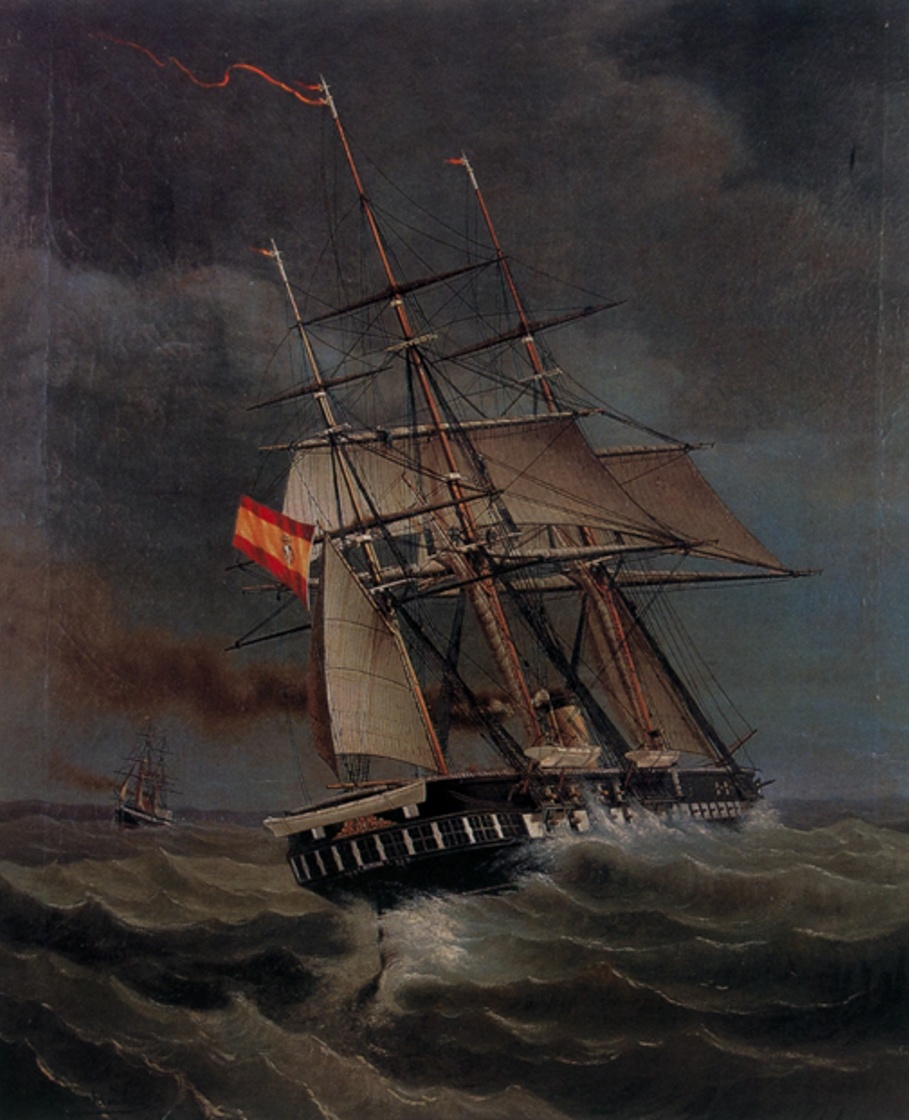
Captura de la corbeta de hélice Tornado por la Gerona.

Fue construida en los astilleros Denny Brothers, encargada junto con la corbeta CSS Texas por los Estados Confederados para la guerra de Secesión de Estados Unidos.
Ambas naves fueron embargadas por el gobierno británico y permanecieron en la desembocadura del río Clyde, en los puertos de Glasgow y Greenock, Escocia, hasta su venta a Chile en 1866.
Su casco era de 1200 toneladas.

## Historial

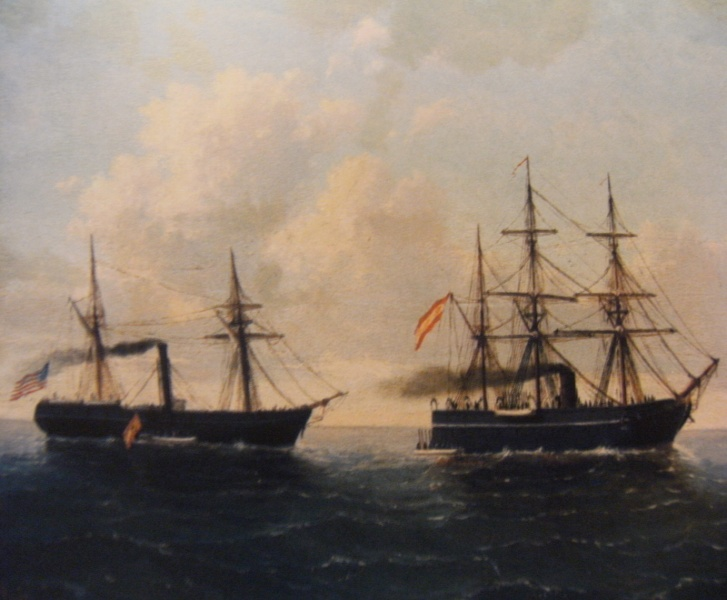
La corbeta Tornado remolcando el vapor estadounidense Virginius tras su captura.

La Tornado fue apresada el 22 de agosto de 1866 por la fragata española Gerona en la isla de Madeira cuando era llevada a Chile, bajo el mando del ingeniero de primera clase Juan (o John) MacPherson, inglés al servicio de la Armada chilena. Este era el Jefe de la expedición que debía trasladar desde el Reino Unido a los dos buques adquiridos, aunque se encontraba embarcado en la Tornado bajo la falsa identidad de su tercer piloto.
La corbeta chilena había llegado a Madeira el 21 de agosto para conseguir carbón, víveres y completar su tripulación, al mando de Eduardo Collier, oficial retirado de la marina británica, quien se había convertido en su capitán en Edimburgo. Al día siguiente, descubrió a la Gerona y huyó del puerto, dejando parte de sus provisiones en tierra. Entonces, la fragata española comenzó su persecución. Tras realizar un disparo sin bala y otros tres con munición, la corbeta chilena se rindió.
El 31 de octubre de 1873, apresó al vapor estadounidense Virginius en las cercanías de Santiago de Cuba, el cual transportaba armas y municiones para los sublevados de Cuba.
Fue dada de baja en 1892 y fue utilizada hasta 1896 como pontón por la escuela de torpedistas en Ferrol. Desde 1898 hasta su destrucción por una bomba de aviación durante la guerra civil española en 1938, funcionó como hospicio para hijos de marineros o pescadores muertos en accidente en el puerto de la ciudad condal.